# Agnès Agboton
Agnès Agboton (Porto-Novo, Benín; 1960) es una escritora, poeta y narradora beninesa, de etnia gon, y catalana, autora de libros de cuentos para niños y adultos. Trabaja en la recuperación de la tradición oral de su país y el continente africano mediante cuentos, leyendas y poemas que ella misma ha traducido al español y al catalán.

## Biografía
Hija de un maestro consultor de la ONU, después de haber cursado sus estudios primarios y secundarios en Costa de Marfil, en 1978, Agnès Agboton se instaló en Barcelona y allí aprendió castellano y catalán, además del francés y el aguna, su lengua materna. Es licenciada en Filología Hispánica por la Universidad de Barcelona. Interesada en la cultura de la tradición oral y la gastronomía de África Occidental, se presenta como narradora en escuelas, bibliotecas e instituciones culturales desde 1990. Pone al alcance del público las leyendas y cuentos tradicionales de su pueblo y del continente africano. Estuvo casada con el traductor y escritor español Manuel Serrat Crespo.

## Obras
- La cuina africana,1988.[6]
- Contes d'arreu del món, 1995.[7]
- África en los fogones, 2001.[8]
- Las cocinas del mundo, 2002.[9]
- Abenyonhú, 2003.[10]
- Na Miton - la mujer en los cuentos y leyendas africanos, 2004.[11]
- Más allá del mar de arena, 2005.[12]
- Canciones del poblado y del exilio, 2006.[13]
- Eté Utú - De por qué en África las cosas son lo que son, 2009.[14]
- Voz de las dos orillas, 2009.[15]
- Zemi Kede -Eros en las narraciones africanas de tradición oral, 2011[16]